# AMG-41
AMG-41 je analgetik koji je kanabinoidni agonist. On je derivat Δ8THC koji je supstituisan sa ciklopropanskom grupom u 3-poziciji bočnog lanca. AMG-41 je potentan agonist na CB1 i CB2, sa Ki od 0,4 nM na CB1 vs 0,9 nM na CB2.